# Cléry-le-Grand
 Cléry-le-Grand  là một xã thuộc tỉnh Meuse trong vùng Grand Est đông nam nước Pháp. Xã này nằm ở khu vực có độ cao trung bình 179 mét trên mực nước biển.